# 마르칸토니오 트레비산

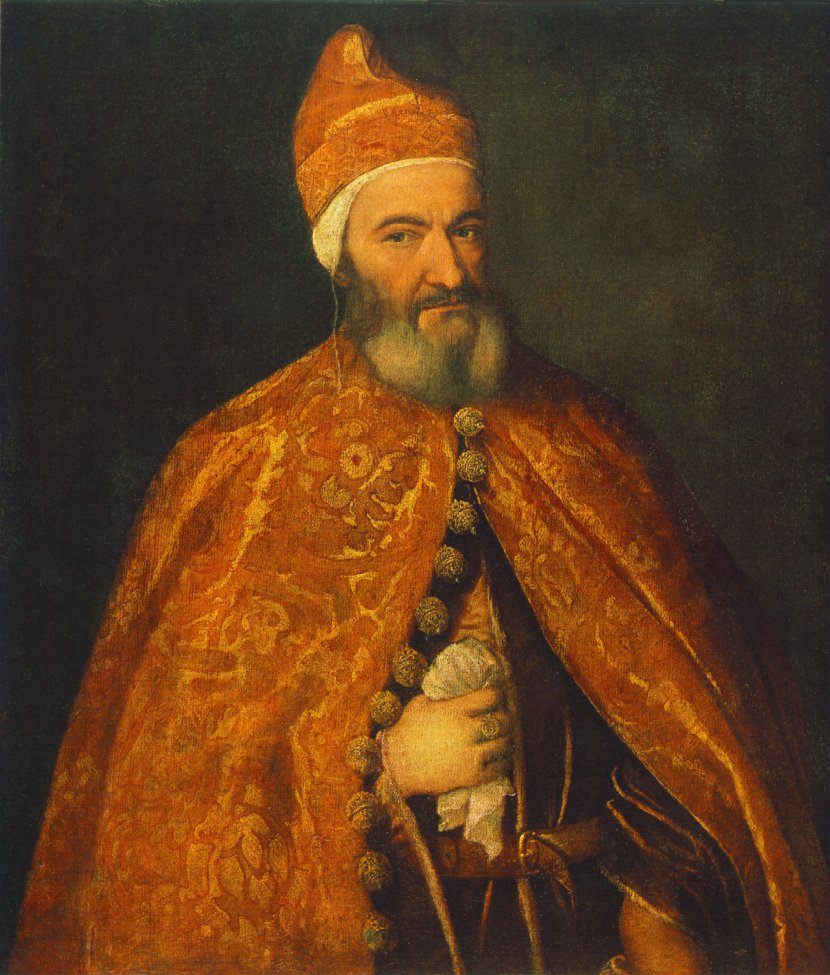
마르칸토니오 트레비산

마르칸토니오 트레비산(Marcantonio Trevisan)은 1553년부터 1554년까지의 베네치아 공화국의 도제이다.